# Snavlunda kyrka
Snavlunda kyrka är församlingskyrka i Snavlunda församling i Strängnäs stift. Den ligger i Snavlunda kyrkby i Askersunds kommun. Den nuvarande kyrkan byggdes 1767.

## Ortnamnet
Snavlunda (de Snaualundum 1314) kan innehålla ett ånamn som är bildat till ett adjektiv *snav 'trång' eller 'snabb'. Efterledet kommer av lund 'skogsdunge'

## Allmänt
Snavlunda kyrka är belägen vid den naturliga och äldsta förbindelseleden mellan norra vätterbygden och slättbygden i mellersta Närke. Vägen går i sänkan mellan Tiveden och Tylöskogen genom gammal bygd, varom bl. a. namnen Svinnersta och Tjälvesta vittnar. Under den senare delen av medeltiden fick vägen genom Snavlunda en speciell betydelse som förbindelseled mellan klostren i Vadstena och Riseberga och bar namnet Pilgrimsstigen.

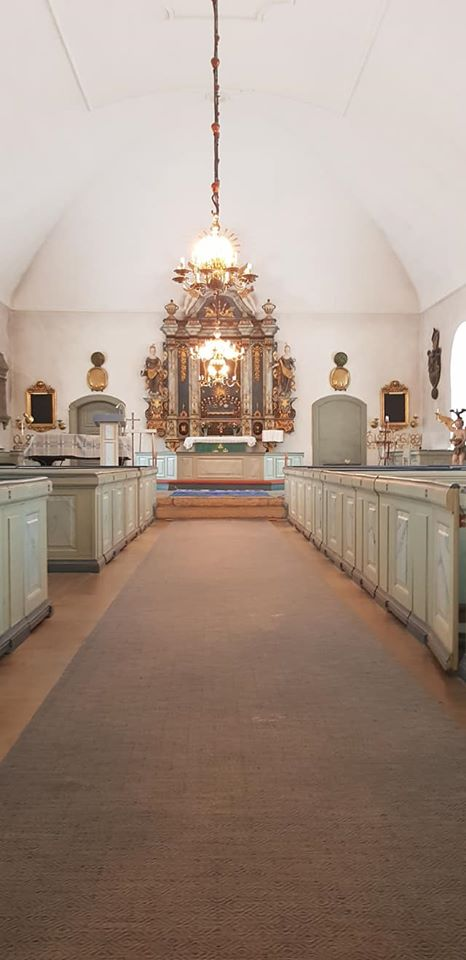
Snavlunda kyrka interiört.

Redan under tidig medeltid – 1100-talet – fick Snavlunda sin första kyrka. Undersökningar av grund och murrester visar att den nuvarande kyrkan från 1767 är den tredje stenkyrkan på samma plats. Av den äldsta romanska kärnkyrkan bevaras en murrest i sydväst, omsorgsfullt murad av sandstenskvadrar och med spår efter den ursprungliga trånga portalen. Denna kyrka har tydligen redan under medeltiden utvidgats till en lång men smal anläggning, som varit försedd med torn, men klockorna hängde i en stapel, placerad på Stapellycke äng, nuvarande åkern mellan kyrkan och prästgården. Denna kyrka har också haft en sydportal i koret-"prästadörren" och ett tredelat korfönster i öster. Såväl dörröppning som fönster igenmurades vid nästa ombyggnad men finns bevarade som utsparade nischer; porten inåt kyrkan och ett av fönstren inåt sakristian. Vid en utbyggnad åt öster skall funnits inpräntat "A:o III" vilket tolkades som att utbyggnaden skedde på 12:e seklet då byggmaterialer tillreddes. Utvidgningen 1767 skedde åt norr och öster då också nytt torn uppfördes. Dessutom byggdes ny sakristia öster om koret, över den stiernflychtska gravkällaren.
Vid en prostvisitation 1763 beslöts att utvidga den gamla och trånga kyrkan. 1765 lades grunden för utvidgningarna åt norr och väster. 9 mars 1767 revs den gamla byggnaden som innehållit 345 kvadratalnar och den nya uppfördes som innehöll 759 kvadratalnar innanför murarna. 3 nya dörrar insattes och 8 fönster. Kyrkan fick gipsat valv, spånslaget tak och vackrare snickeriarbete. Framför östra gaveln uppfördes en rymlig sakristia med gipsat tak och ett fönster med järngaller framför. Tillsyn över arbetet gjordes av löjtnanten Johan Ludvig Stiernflycht (1730-1797), Tjälvesta Säteri, och kronolänsman Gustaf Egnell, Norra Torpa, Snavlunda. På hösten 1767 kunde kyrkan börja användas. 1768 fortsattes arbetet med uppförande av ett torn med vapenhus inunder för västra dörren. Det blev uppmurat till medelhöjd och ovanpå uppfördes en träbyggnad i form av en Dom med en förgylld kopparglob överst. Träbyggnaden blev anstruken med röd oljefärg sedan sattes klockorna in i tornet från tidigare klockstapeln. 1769 tjärades kyrko- och sakristietaken, stenrännor anlades runtom huset. En ny altartavla och en dopfunt, den senare skänkt av löjtnant Stiernflycht, tillverkad av  snickarmästaren och bildhuggaren Johan Ebbe i Nora, invigs senare på året. Söndagen 1 oktober 1769 invigs kyrkan med tacksägelsetjänst av den nya kyrkoherden Pehr Carlsson. Eftersom ingen orgel fanns så musicerades det med instrumentalmusik och på pukor och trumpeter med psalmsång. En kollekthåv i röd sammet med guldgaloner och förgyllt silverbeslag skänkt av fabrikören A. Söderberg, Örebro, användes första gången. Utanför avlossades 64 skott av anbingade kanoner på kyrkvallen bekostat av Stiernflycht och Egnell.
1700-talskyrkan stod ganska orörd till 1830-talet. En del viktiga saker tillkom dock genom årens lopp: 1839 byggdes läktaren, huvudsakligen för att öka utrymmet, 1852 byggdes den första orgeln, 1887 förstorades fönstren och murarna putsades invändigt, och 1897 insattes jämkaminer, vilka snart svårt sotade väggar och valv. Under 1930-talet blev kyrkan grundligt restaurerad såväl till exteriör som interiör. 1931 skedde en yttre renovering, takstolarna förstärktes, skiffertak pålades, tornhuvens övre del belades med kopparplåt.
Åren 1937-38 var turen kommen till interiören. Värmeledning indrogs och värmekällare byggdes under korets norra del, nytt golv inlades på betongbalkar, bänkarna byggdes om med bibehållande av de gamla skärmarna och dörrarna. I koret försvann kyrkvärdsbänkarna på ömse sidor om altaret och korbänkarna förminskades. Väggar och tak rengjordes, träinredning målades, innanfönster med antikglas i blyinfattning sattes in. Altaruppsats och predikstol renoverades och återfick sina gamla färger. Sprickor i muren från jordskalvet 1905 lagades. 1957 installerades elektrisk klockringning.
År 1960 genomgick kyrkan ännu en rätt omfattande renovering. Interiören hade under åren trots att de sotande kaminerna var borta, blivit ganska mörk. Dessutom hade stora sprickor uppstått i den yttre rappningen. Murarna lagades på bristfälliga ställen och ny puts påslogs. I det inre rengjordes väggar och valv. Fem år senare var värmesystemet från 1938 uttjänt och oljeeldning installerades. Av kyrkans inredning och lösa inventarier bör följande särskilt framhållas:
Altaruppsatsen är en färgsprakande praktpjäs i svällande barockstill, (holländsk påverkan?) tillkommen i två omgångar. Mittpartiet av okänd mästare föreställer nattvardens instiftande och skänktes 1644 av kommissarien Nils Stiernflycht på Tjälvesta. I samband med kyrkans utvidgning blev den ombyggd och tillökad av bildhuggaren Johan Ebbe från Nora, tydligen på bekostnad av löjtnant J. L. Stiernflycht och kronolänsman G. Egnell, vilket framgår av en tidstypisk versifierad inskription som slutar så här: 1769 Då Carlsson herde war och detta året lopp, Har Ebbes snälla hand fått Altar-Taflan opp.

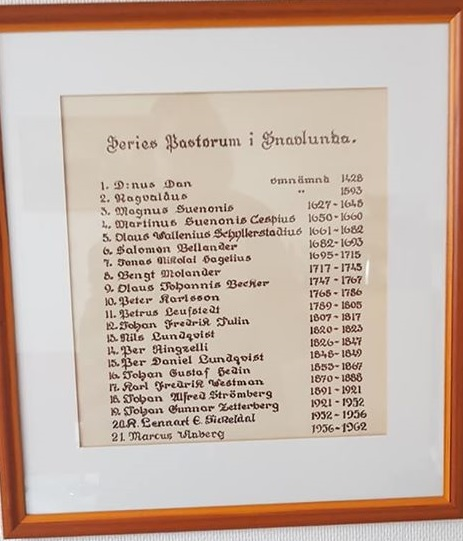
Pastorer som verkat i Snavlunda kyrka.

Ramverket prydes av två kvinnofigurer, symboliserande Tron och Hoppet, iklädda försilvrade dräkter (nu oxiderade) och förgyllda band. På överstycket bär två änglabilder ett kors med törnekrans och det hela kröns av en gyllene sol med Guds-symbolen, triangeln, i mitten, i vilken är inskrivet " Jahwe". På altaret står ett krucifix av malm, utfört av konstnären Erik Sand, Strängnäs, och skänkt 1965 till minne av poststationsföreståndaren Bertil Sörberg. Ett annat krucifix, snidat i päronträ (från Oberammergau) är skänkt av kyrkliga syföreningen och placerat på sakristians altare. Predikstolen i rokoko i form av en urna med upplyft lock - baldakinen - är tillverkad av örebrosnickaren Hallden år 1791. Den är vackert färgad i guld och svart med ljusgrå bottenfärg. Korgens tre fält smyckades år 1938 av konstnären Torsten Nordberg med målningar föreställande Jesu dop, korsfästelse och himmelsfärd. 
I nischen efter "prästadörren" är kyrkans dopställning placerad. Den utgörs av en i trä snidad ängel, som i sina händer bär en skål av tenn. I koret förvaras även fragment av kyrkans medeltida dopfunt i kalksten. Kyrkans nattvardssilver stals vid ett inbrott 1871 och återfanns aldrig. Märken efter tjuvarnas järnspett synes ännu på dörrposten till sakristian, 
I samband med nattvardskärlen kan nämnas det åldriga oblatjärnet av myrmalmsjärn. Fördjupningarna för oblaterna är försedda med ålderdomliga Kristus-symboler. Pa södra korväggen hänger två huvudbanér för Stiernflychtska ätten, som gynnat kyrkan med många gåvor, bland annat det mesta av altarsilvret, och på motsatta väggen ett epitafium i kolmårdsmarmor över överstelöjtnant .J. Burenstam och hans hustru Beata von Rosen. Bägge ätterna adresserar sig till Tjälvesta, socknens adliga säten. I tornet hänger kyrkans klockor. Storklockan är gjuten 1695 och lillklockan 1697. Båda klockorna har inskrifter som berättar om deras tillkomst.
Av textilier äger kyrkan mässkrudar i samtliga liturgiska färger. De övriga är från vår tid och utförda i ylle. Den vita är skänkt till minne av makarna Englund från Tjälvesta. Broderier huvudsakligen i blått med motivet "Såsom hjorten längtar till vattenbäckar". En grön skrud med dekor i vitt och guld är skänkt av kyrkliga syföreningen och serien fullbordas med en blå, dekorerad med motivet "Se vi gå upp till Jerusalem".
Antependier äger kyrkan 4 stycken. Det vita är komponerat i harmoni med den vita skruden och har som huvudmotiv Kristusmonogrammet IHS med en låga i rött och guld i mittbokstaven. Vidare finns ett i beige ylle med inslag av guldtråd och dekorerat med en strålomgiven låga, tillsammans bildande en triangel, bada skänkta av kyrkliga syföreningen. Antependiet i svart sammet med silverkors är en gåva av kyrkoherde och fru Strömberg och slutligen ett grönt i ylle med ett Kristus-monogram, skänkt av Skyllbergs syförening.
I kyrkorummet hänger 4 ljuskronor av 1600-talstyp, en av mässing, de övriga av malm. På väggarna finns ljusarmar och lampetter. Lampetterna är utförda till kyrkans restaurering 1938. De som sitter i långhuset är drivna i 1600-tals-stil och bekostade av kyrkliga syföreningen, lampettema på korets östvägg är komponerade av arkitekten M. Westerberg och konstnären Torsten Nordberg och har ciselerade framställningar av Jesu dop och korsbärandet. De är en gåva av kontraktsprosten och fru G. Zetterberg. Kyrkans brudkrona är i förgyllt silver. Den har komponerats av hovsilversmeden Erik Fleming och skänkts av kyrkliga syföreningen.

## Orgel

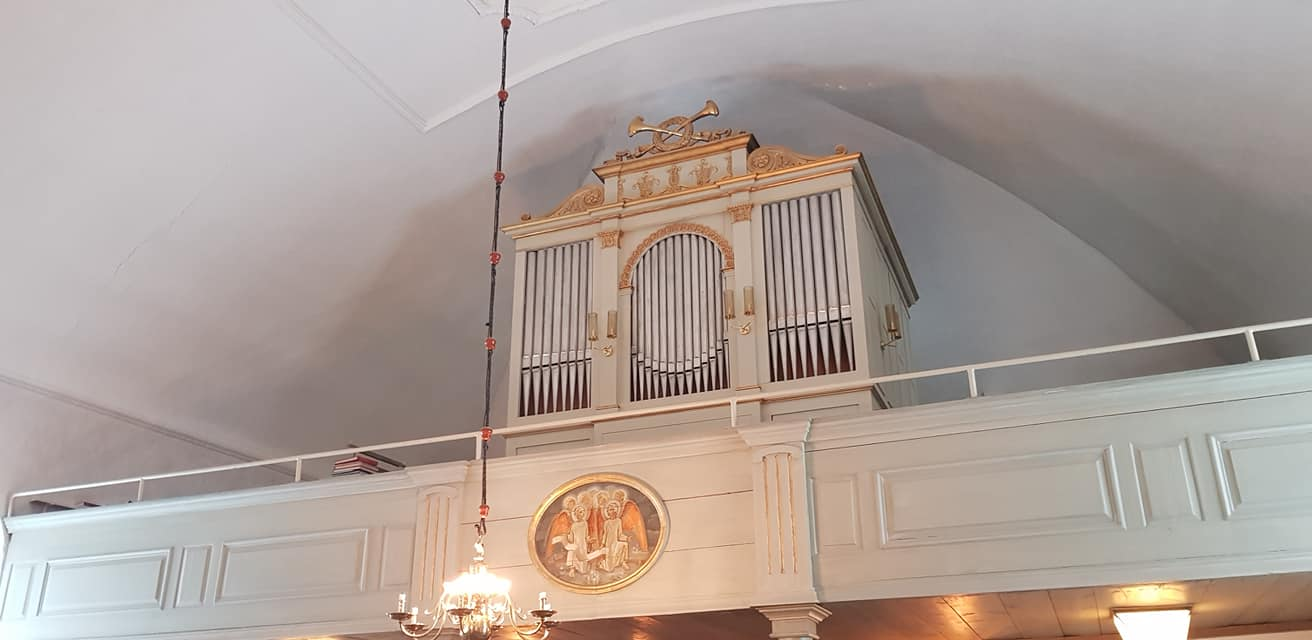
Orgeln i Snavlunda kyrka.

- 1852 eller 1859 bygger A V Lindgren, Stockholm en orgel med 7 stämmor och en manual.
- Den nuvarande orgeln är byggd 1943 av Åkerman & Lund, Sundbybergs stad och är en pneumatisk orgel. Den har 2 fria kombinationer, fyra fasta kombinationer och registersvällare. Fasaden härstammar från kyrkans tidigare orgel.

| Huvudverk I   | Svällverk II      | Pedal        | Koppel    |
| Principal 8´  | Rörflöjt 8´       | Subbas 16´   | I/P       |
| Gedackt 8´    | Salicional 8´     | Gedackt 8´   | II/P      |
| Oktava 4´     | Gemshorn 4´       | Nachthorn 4´ | II/I      |
| Octava 2'     | Kvinta 2 2/3'     |              | I 4'/I    |
| Mixtur 3 chor | Blockflöjt 2'     |              | II 16'/I  |
|               | Crescendosvällare |              | II 16'/II |